# 手づくり郷土賞

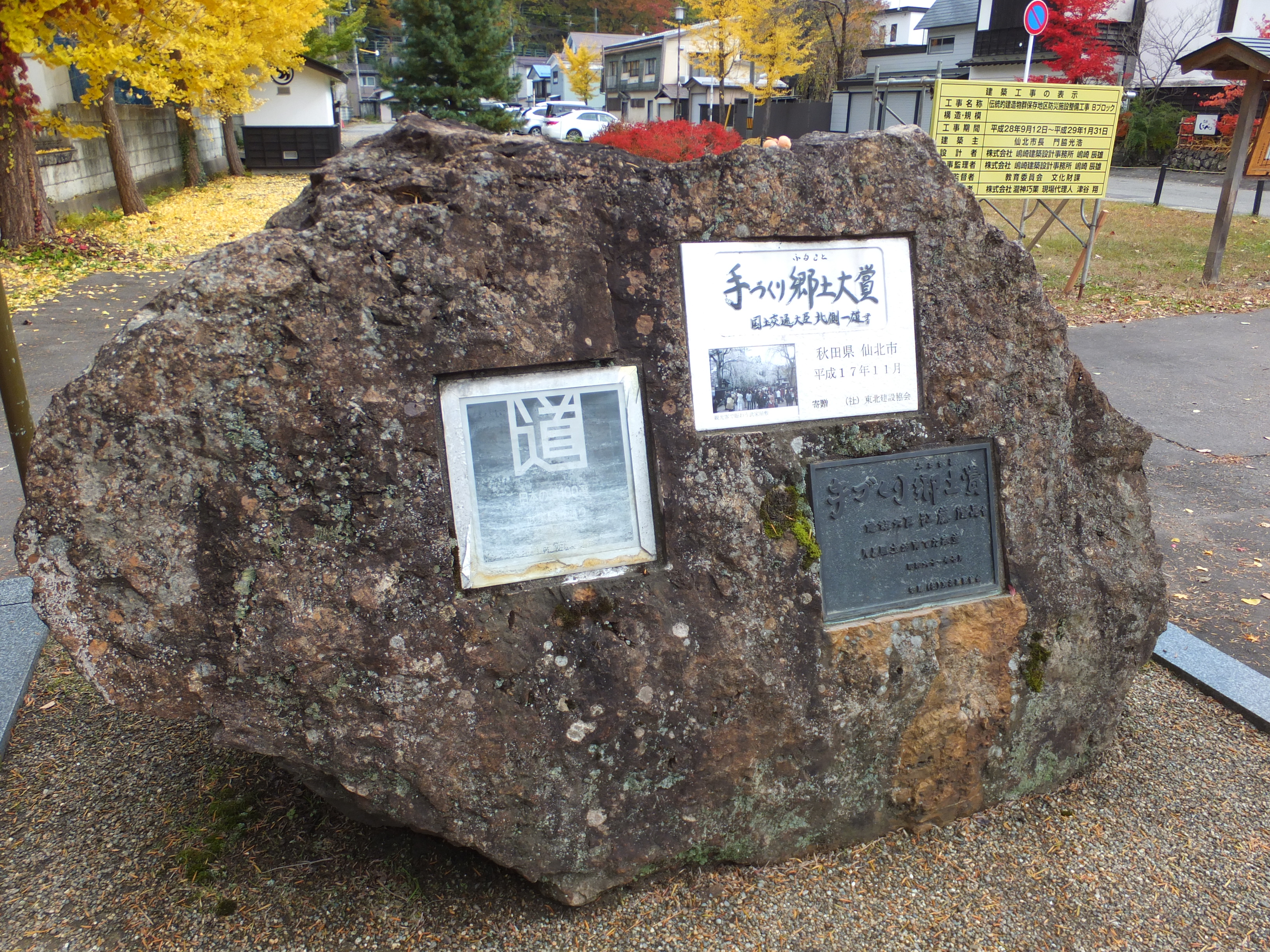
角館にて（秋田県仙北市）

手づくり郷土賞（てづくりふるさとしょう）とは、1986年（昭和61年）度に創設された国土交通大臣表彰である。

## 概要
全国各地において、地域の魅力や個性を創出している良質な社会資本と、関係する優れた地域活動を表彰・紹介することにより、全国各地で同様の取組が一層推進されることを目指して設定された。一般部門と大賞部門があって、「手づくり郷土賞（一般部門）」を受賞した後、なお一層の活動の充実が認められるなどの場合に大賞部門として選定される。
地域づくりなどに取り組む活動団体が、単体もしくは地方公共団体との共同で応募することにより、選出される。